# Xestia brunneago
Xestia brunneago är en fjärilsart som beskrevs av Otto Staudinger 1895. Xestia brunneago ingår i släktet Xestia och familjen nattflyn. Inga underarter finns listade i Catalogue of Life.